# イソペンテニル二リン酸
イソペンテニル二リン酸（イソペンテニルにリンさん、isopentenyl diphosphate、IPP）は、テルペンおよびテルペノイド（イソプレノイド）生合成に必要な２つの前駆物質（イソプレン単位）のうちの一つである。もう一つはIPPの異性体であるジメチルアリル二リン酸（DMAPP）。メバロン酸経路または非メバロン酸経路により最終生成物の一つとしてDMAPPとともに合成される。

## 生合成
IPPはメバロン酸回路ではジホスホメバロン酸からジホスホメバロン酸デカルボキシラーゼによって生成される。さらにイソペンテニル二リン酸イソメラーゼによってDMAPPに可逆的に変換される。
一方、IPPは非メバロン酸経路では(E)-4-ヒドロキシ-3-メチル-2-ブテニル二リン酸 (HMB-PP) からHMB-PP還元酵素 (LytB, IspH) によって合成される。メバロン酸経路と異なり、IspHによる酵素反応ではIPPとDMAPPは同時に生成する。しかし、非メバロン酸経路を使う生物も通常イソペンテニル二リン酸イソメラーゼをもっており、IPPとDMAPPの比率を調整している。